# جونگ گا رام
جونگ گا رام (کره‌ای: 정가람؛ زادهٔ ۲۳ فوریه ۱۹۹۳) بازیگر اهل کره جنوبی است. او به خاطر ایفای نقش در فیلم‌های جایگاه چهارم (۲۰۱۶) و شاعر و پسر (۲۰۱۷) به شهرت رسید. او در مجموعه‌های تلویزیونی مانند استندبای (۲۰۱۲)، معشوقه (۲۰۱۸) و به عنوان حضور افتخاری در وقتی کاملیا شکوفا می‌شود (۲۰۱۹) حضور پیدا کرده‌است. او همچنین به عنوان یکی از بازیگران اصلی در مجموعهٔ موفق نتفلیکس، لاو آلارم (۲۰۱۹) بازی کرده‌است.